# Etilda Gjonaj
Etilda Gjonaj (Pukë, 6 maggio 1981) è una politica albanese, dall'11 settembre 2017 al 18 settembre 2021 Ministro della giustizia nel secondo Governo di Edi Rama.

## Biografia
È nata a Pukë si è laureata al Università di Tirana nella facoltà di Giurisprudenza.